# Brama Czwójdzińskiego
Brama Czwójdzińskiego – krótki, 300-metrowy odcinek przełomu Rudzianki, w województwie zachodniopomorskim, w powiecie gryfińskim, w gminie Stare Czarnowo, na obszarze Szczecińskiego Parku Krajobrazowego „Puszcza Bukowa”.
Rudzianka płynie tu, z zachodu na wschód, głęboką, 30–40 m doliną, pomiędzy wzgórzami Słup na północy i Przysłup na południu. Dnem doliny prowadzi Droga Dolinna.
Na wschodnim skraju niewielkie zabagnione rozlewisko dopływu Rudzianki – Słupienicy, mostek oraz węzeł znakowanych szlaków turystycznych:
- Szlak przez Słupi Głaz im. Wojciecha Lipniackiego
- Szlak im. Bolesława Czwójdzińskiego
- Szlak Dąbski „Vadam”